# Église Saint-Basile-d'Ostrog de Čelebići
Pour les articles homonymes, voir Église Saint-Basile.
L'église Saint-Basile-d'Ostrog (en serbe cyrillique : Црква Светог Василија Острошког ; en serbe latin : Crkva Svetog Vasilija Ostroškog) est située en Bosnie-Herzégovine, sur le territoire du village de Čelebići et dans la municipalité de Foča. Elle a été construite entre 1912 et 1914 et est inscrite sur la liste provisoire des monuments nationaux de Bosnie-Herzégovine.